# Aalborg Symfoniorkester
Het Aalborg Symfoniorkester is een symfonieorkest in Denemarken.
Het orkest met als thuishaven Aalborg werd opgericht in 1943. In 2010 bestaat het orkest uit een gezelschap van 65 muzikanten en verzorgt het de klassieke muziek voor het noorden van Jutland, niet alleen Noord-Jutland. Zij draagt echter ook bij aan uitvoeringen van de Koninklijk Deense Opera en het Koninklijk Deense Ballet met uitvoeringen in Aarhus, terwijl die stad in het Århus symfonieorkester toch een eigen orkest heeft. Het orkest werd wat meer bekend, toen het “vergeten” Deense klassieke muziek ging opnemen voor het Deense platenlabel Dacapo in de serie Danmarks National Musikantologi, een poging om de volledige klassieke muziek, in beeld te krijgen en brengen.

## Chef-dirigenten
- 1943-1979: Jens Schrøder
- 1980-1983: Janos Fürst
- 1983-1989: Peter Etös
- 1995-1999: Owain Arwel Hughes
- 1999-2005: Moshe Atzmon
- 2005- Matthias Aeschbacher